# Martin Neukom

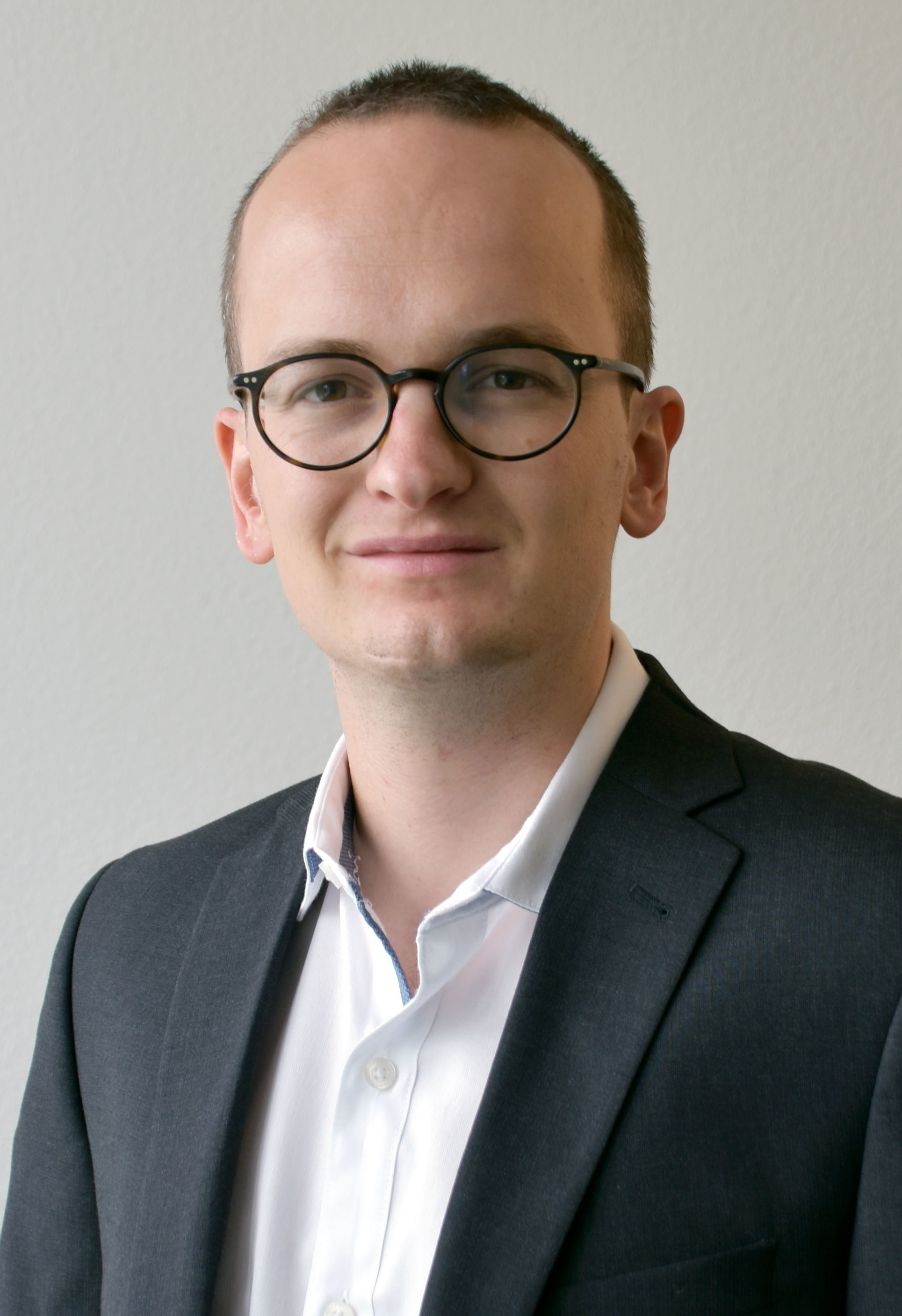
Martin Neukom (2019)

Martin Thomas Neukom (geboren am 7. Juli 1986 in Winterthur) ist ein Schweizer Politiker (GPS). Seit dem 6. Mai 2019 gehört er dem Regierungsrats des Kantons Zürich an und leitet die Baudirektion.

## Biografie
Martin Neukom wuchs im Winterthurer Stadtkreis Veltheim auf. 2006 schloss er seine Lehre als Konstrukteur (Maschinenzeichner) ab. 2009 folgte der Abschluss seines Studiums der Mechatronik an der Zürcher Hochschule für Angewandte Wissenschaften (ZHAW). Von 2009 bis 2011 war er an der ZHAW wissenschaftlicher Assistent am Institut für computergestützte Physik (ICP). 2016 machte er seinen Master in Solaren Energiesystemen an der Albert-Ludwigs-Universität Freiburg im Breisgau. Von 2011 bis 2019 arbeitete er als Ingenieur und Produktmanager bei der Fluxim AG. Im Dezember 2019 verlieh ihm die Mathematisch-Naturwissenschaftlich-Technische Fakultät der Universität Augsburg den Grad eines Dr. rer. nat. auf Grund seiner Dissertation "Comprehensive Characterization and Modelling of Operation Mechanisms in Third Generation Solar Cells".

## Politik
Martin Neukom ist seit 2005 Mitglied der Grünen. 2008 bis 2012 war er Präsident der Jungen Grünen Schweiz. 2014 bis 2019 war er Mitglied des Kantonsrates (Legislative) des Kantons Zürich und der Kommission für Planung und Bau. 2017 bis 2019 war er Mitglied im Vorstand Fussverkehr Schweiz und Mitglied der Geschäftsleitung Grüne Kanton Zürich.
Am 24. März 2019 wählte ihn die Zürcher Stimmbevölkerung in den Regierungsrat (Exekutive), mit 32 Jahren als bisher zweitjüngstes Mitglied nach Alfred Escher. 2023 wurde er mit dem viertbesten Resultat bestätigt.
Die politischen Interessen Martin Neukoms gelten dem Klimaschutz, der Biodiversität, der Entwicklung einer nachhaltigen Energietechnik und der Verbesserung des Verkehrs. So bekennt er sich zum Pariser Klimaziel, den CO2-Ausstoss bis 2050 auf Null zu reduzieren und strebt als erstes die Sanierung des Gebäudeparks an. 2021 brachte er an der Urne mit über 60 Prozent Ja-Stimmen ein neues Energiegesetz durch. Damit brauchen Neubauten Alternativen zu Öl- und Gasheizungen, alte fossile Heizungen sind zu ersetzen.